# Idaea auroraria
Idaea auroraria är en fjärilsart som beskrevs av Moritz Balthasar Borkhausen 1794. Idaea auroraria ingår i släktet Idaea och familjen mätare. Inga underarter finns listade i Catalogue of Life.